# Aleksandr Nikitienko
Aleksandr Wasiljewicz Nikitienko (Александр Васильевич Никитенко, ur. 12 marca 1805, zm. 21 lipca 1877 w Pawłowsku) – rosyjski historyk literatury.
Pochodził z rodziny chłopów pańszczyźnianych, w 1825 roku po uzyskaniu wolności, wstąpił na Uniwersytet w Sankt-Petersburgu. Ukończył studia w 1828 roku. W latach 1834–1868 był profesorem w Katedrze Literatury Rosyjskiej na tej samej uczelni.
Był członkiem głównego komitetu cenzury. W 1842 roku podpisał zgodę na opublikowanie powieści Martwe dusze Nikołaja Gogola.

## Wybrane publikacje
- О начале изящного в науке (1854)
- Мысли о реализме и литературе (1872)
- Записки и дневник (1826—1877) (1893)